# Bernhard Hess
Bernhard Hess, né le 5 avril 1966 à Soleure, est une personnalité politique suisse du parti des démocrates suisses.

## Biographie
Conseiller communal de la ville de Berne du 1er janvier 1994 au 31 décembre 1998, il est élu au parlement du canton de Berne du 1er mai 1998 au 31 décembre 1999.
Conseiller national entre le 6 décembre 1999 et le 1er décembre 2007, il est également président de la section bernoise et secrétaire central national (Zentralsekretär) de son parti.
Il est un des responsables de la rédaction de BernAktuell, journal d'opinion bimensuel suisse basé à Berne, fondé en 1989, avec une ligne d'information régionaliste à dominante politico-sociale de tendance conservatrice.

## Sources
- « Biographie de Bernhard Hess », sur le site de l'Assemblée fédérale suisse.